# Dolichomitus aciculatus
Dolichomitus aciculatus är en stekelart som först beskrevs av Hellen 1915.  Dolichomitus aciculatus ingår i släktet Dolichomitus och familjen brokparasitsteklar. Enligt den finländska rödlistan är arten nära hotad i Finland. Artens livsmiljö är skogar. Inga underarter finns listade i Catalogue of Life.